# Георге, Елена
Елена Георге (рум. Elena Gheorghe; 30 июля 1985, Бухарест) — румынская певица, представительница Румынии на «Евровидении 2009» в Москве.

## Биография

### Ранние годы
В 11 лет Елена поступила в «Children’s National Palace», где брала уроки пения. В 2000 году она завоевала золотой трофей «Little Bear» в Бая-Маре с песней Уитни Хьюстон «One moment in time». В 2001 году Елена принимала участие в фестивале Мамайя с песней «Dau viata mea».

### Семья
Елена имеет румынские и арумынские корни. Многие из её предков были священниками, в том числе и её отец. Её мать, Мариоара Ман Георге, исполнительница фолк-музыки. Именно в дуэте с ней состоялось первое выступление Елены в 1988 году. Также у Елены есть сестра Ана — она журналистка, и брат Костин — он футболист.

### Музыкальная карьера
Елена начала петь в группе «Mandinga» в начале 2003 года. В июне того же года группа выпустила свой первый альбом — …de corazón. В 2005 году Mandinga заняла четвёртое место в румынском отборе на «Евровидение», выступая с песней «My Sun». Позже диск с этой песней получает статус золотого.
В январе 2006 года Елена открыла собственную танцевальную школу «Passitos», а через месяц завершила своё сотрудничество с группой «Mandinga». В июне 2006 года Елена выпустила свой первый сольный альбом Vocea Ta. В августе 2007 года Елена получила награду за лучшую песню («Ochii tai caprui»).

### Евровидение 2009
В январе 2009 года Елена была выбрана представительницей Румынии на «Евровидении 2009» с песней «The Balkan Girls». 16 мая в финале конкурса Елена набрала сорок баллов и заняла девятнадцатое место.

## Дискография

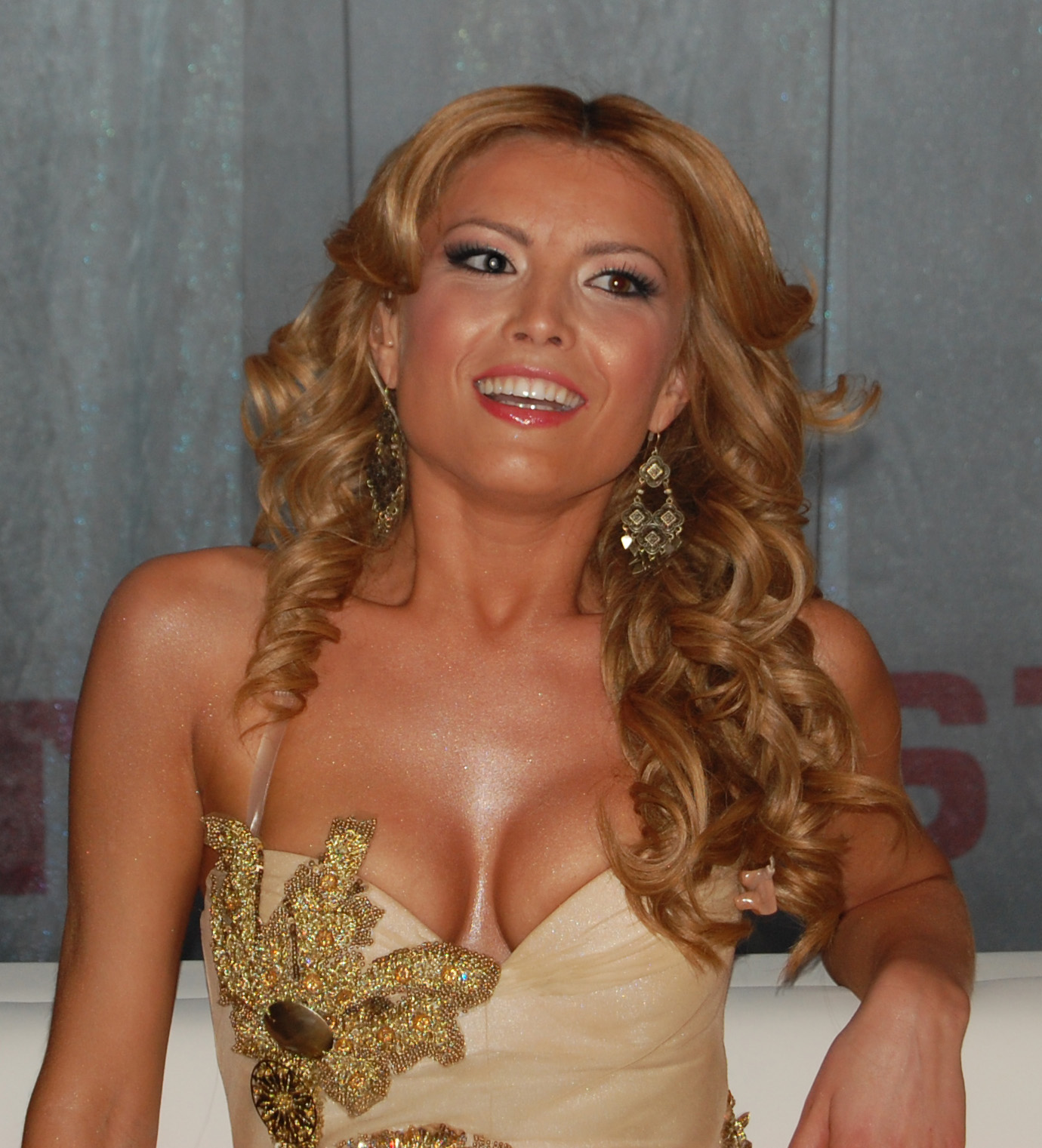
Елена на конкурсе песни «Евровидение 2009» в России

### В составе группы «Mandinga»
- 2003 — …de corazón
- 2005 — Soarele meu

### Сольный проект «Elena»

#### Студийные альбомы
| Название        | Информация                                                                              |
| --------------- | --------------------------------------------------------------------------------------- |
| Vocea Ta        | - Релиз: 5 июня 2006 - Лейбл: Sincron Records, Roton - Формат: CD, цифровая дистрибуция |
| Te Ador         | - Релиз: 11 июля 2008 - Лейбл: Cat Music - Формат: CD, цифровая дистрибуция             |
| Disco Romancing | - Релиз: 19 апреля 2012 - Лейбл: Cat Music - Формат: CD, цифровая дистрибуция           |
| Lunâ Albâ       | - Релиз: 2019                                                                           |

### Официальные синглы
| Название                                       | Альбом          | Год  |
| ---------------------------------------------- | --------------- | ---- |
| «Vocea Ta»                                     | Vocea Ta        | 2006 |
| «Ochii Tăi Căprui»                             | Vocea Ta        | 2007 |
| «Te Ador»                                      | Te Ador         | 2008 |
| «Până La Stele»                                | Te Ador         | 2008 |
| «The Balkan Girls»                             | Te Ador         | 2009 |
| «Disco Romancing»                              | Disco Romancing | 2010 |
| «Midnight Sun»                                 | Disco Romancing | 2010 |
| «Hot Girls» (with Dony)                        | Disco Romancing | 2011 |
| «Your Captain Tonight»                         | Disco Romancing | 2011 |
| «Amar Tu Vida»                                 | Disco Romancing | 2012 |
| «Hypnotic»                                     | Disco Romancing | 2012 |
| «Ecou» (featuring Glance)                      | TBA             | 2013 |
| «Pana Dimineata» (featuring JJ)                | TBA             | 2013 |
| «O Simpla Melodie»                             | TBA             | 2013 |
| «De Neinlocuit»                                | TBA             | 2014 |
| «Mamma Mia (He’s Italiano)» (featuring Glance) | TBA             | 2014 |
| «Señor Loco» (featuring Danny Mazo)            | TBA             | 2015 |
| «Autograf»                                     | TBA             | 2015 |
| «Acasa La Noi»                                 | TBA             | 2015 |
| «Antidot»                                      | TBA             | 2016 |
| «Lacramioara»                                  | TBA             | 2016 |
| «Perna Mea»                                    | TBA             | 2016 |
| «E Craciun Si Ninge»                           | TBA             | 2016 |
| «Body Song»                                    | TBA             | 2017 |